# Antonio Caballero y Góngora
Antonio Caballero y Góngora, de nom complet, Antonio Pascual de San Pedro de Alcántara Caballero y Góngora (24 de maig de 1723, Priego de Córdoba — ibídem 24 de març de 1796) va ser un arquebisbe catòlic espanyol, virrei de Nova Granada (avui, Colòmbia, Equador i Veneçuela) des de 1782 a 1789.
El 1778 va ser nomenat arquebisbe de Santa Fe de Bogotà. En morir el virrei, Caballero va ser designat per a substituir-lo, sense abandonar les seves funcions eclesiàstiques. El seu govern (1782 - 1788) es va distingir per l'impuls que va donar a la cultura. També va sotmetre els rebels de Darién i va fomentar-ne la colonització. El 1788 va renunciar als seus càrrecs i va passar al bisbat de Còrdova, a Espanya.
Una varietat d'orquídia que creix en zones tropicals d'Amèrica Llatina - “Gongora” - li deu el nom.